# Колумбрина-Ца Миника (Палермо)
Колумбрина-Ца Миника је насеље у Италији у округу Палермо, региону Сицилија.
Према процени из 2011. у насељу је живело 468 становника. Насеље се налази на надморској висини од 97 м.